# Ben Wilmot
Benjamin Lewis Wilmot, detto Ben (Stevenage, 4 novembre 1999), è un calciatore inglese, difensore o centrocampista dello Stoke City.

## Biografia
Benjamin Lewis Wilmot nasce a Stevenage il 4 novembre 1999. È figlio dell'ex calciatore Richard Wilmot, ex portiere dell'Hertfordshire Rangers, che ha collezionato in tutto 156 presenze con una sola squadra.

## Caratteristiche tecniche
Il ruolo naturale di Wilmot è di difensore centrale ma è stato frequentemente impiegato come centrocampista centrale e mediano. Dispone di un ottimo senso della posizione e spazza spesso la palla.

## Carriera

### Club

#### Stevenage
Nato a Stevenage, inizia a giocare a calcio all'età di 9 anni per l'Hitchin Town, giocando 4 stagioni. Nel 2014, all'età di 15 anni, è stato inserito come studioso dell'accademia, e progredì attraverso i ranghi delle giovanili nel suo club natale. Come studioso del primo anno, il 2 aprile 2017 firma il suo primo contratto da professionista per lo Stevenage, dopo aver impressionato durante la stagione giovanile della FA Youth Cup dello Stevenage durante la stagione 2016-2017. Esordisce in prima squadra il 3 ottobre 2017, giocando l'intero match come difensore centrale, nella partita in occasione dell'EFL Trophy contro l'MK Dons. Si è stabilito come regolare della prima squadra per tutto il mese di gennaio 2018, aiutando il club a mantenere tre carte in sei partite. Il presidente dello Stevenage, Phil Wallace, ha dichiarato che il club aveva respinto tre offerte in dei club della Premier League per Wilmot durante la finestra di trasferimento del gennaio 2018, che includeva un'offerta da 500.000 sterline per il Watford, mentre il Tottenham offriva poco meno. Wilmot non è stato incluso in nessuna delle partite dello Stevenage dall'inizio dell'aprile 2018 fino al resto della stagione con un trasferimento vicino all'approvazione. Ha fatto 15 presenze durante la campagna.

#### Watford
Il 24 maggio 2018 firma un contratto quinquennale con il Watford per una cifra pari a 1,70 milioni di sterline. Lo Stevenage ha dichiarato che la commissione di trasferimento record ricevuta dal club e che potrebbe aumentare significativamente in base alle future apparizioni di Wilmot. Esordisce con il Watford in prima squadra, dopo aver fatto l'espezienza con l'Under-20, il 29 agosto 2018, nella partita di Coppa UEFA ospite contro il Reading vinta per 2-0, iniziando e giocando l'intera partita. Al'inizio del 2019 viene anche impiegato in 4 gare di FA Cup e ELF Cup.

##### Prestiti all'Udinese e allo Swansea City
Il 31 gennaio 2019 passa in prestito mensile al Udinese per 1,50 milioni di euro; l'accordo prevede il diritto di riscatto a favore del Watford per 3 milioni di sterline e il contro-riscatto a favore dell'Udinese per 1 milione di euro. Fa il suo esordio in maglia bianconera l'8 marzo 2019, in occasione della partita di campionato persa per 4-1 in casa della Juventus. Conclude la sua esperienza in Italia con 5 apparizioni. Il 30 giugno 2019 viene annunciato il suo ritorno in Inghilterra al Watford per 1,50 milioni di sterline fino alla fine della stagione del 2023.
Il 25 luglio 2019 viene annunciato il suo passaggio in prestito annuale allo Swansea City; secondo le indiscrezioni di stampa il costo del trasferimento sarebbe pari a 1,50 milioni di sterline fino al maggio della stagione successiva.
Il 27 ottobre 2019 segna la prima rete della sua carriera decidendo il derby del Galles contro il Cardiff City (vinto 1-0).

#### Watford
Terminato il prestito in Galles fa ritorno al Watford.

#### Stoke City
Il 24 giugno 2021 viene venduto allo Stoke City per 1.75 milioni di euro.

### Nazionale
Wilmot è stato convocato per rappresentare gli Under 19 dell'Inghilterra nel marzo 2018 per le tre partite di qualificazione per il Campionato Europeo Under 19 UEFA 2018 a Skopje. Wilmot è stato l'unico giocatore convocato nella selezione a non giocare nelle prime due serie. Il 24 marzo del 2018 ha fatto il suo debutto nella vittoria per 3-0 contro i coetanei della Lettonia, entrando all'84' minuto della partita. In tal modo, è diventato il primo giocatore di Stevenage a rappresentare l'Inghilterra a livello giovanile.

## Statistiche

### Presenze e reti nei club
Statistiche aggiornate al 23 giugno 2021.
| Stagione        | Squadra         | Campionato      | Campionato | Campionato | Coppe nazionali | Coppe nazionali | Coppe nazionali | Coppe continentali | Coppe continentali | Coppe continentali | Altre coppe | Altre coppe | Altre coppe | Totale | Totale |
| Stagione        | Squadra         | Comp            | Pres       | Reti       | Comp            | Pres            | Reti            | Comp               | Pres               | Reti               | Comp        | Pres        | Reti        | Pres   | Reti   |
| --------------- | --------------- | --------------- | ---------- | ---------- | --------------- | --------------- | --------------- | ------------------ | ------------------ | ------------------ | ----------- | ----------- | ----------- | ------ | ------ |
| 2017-2018       | Stevenage       | FL2             | 10         | 0          | FACup+CdL       | 3+2             | 0               |                    | -                  | -                  |             | -           | -           | 15     | 0      |
| 2018-gen. 2019  | Watford         | PL              | 2          | 0          | FACup+CdL       | 2+2             | 0               |                    | -                  | -                  |             | -           | -           | 6      | 0      |
| gen.-giu. 2019  | Udinese         | A               | 5          | 0          | CI              | 0               | 0               |                    | -                  | -                  |             | -           | -           | 5      | 0      |
| 2019-2020       | Swansea City    | FLC             | 21         | 2          | FACup+CdL       | 0+2             | 0               |                    | -                  | -                  |             | -           | -           | 23     | 2      |
| 2020-2021       | Watford         | FLC             | 25         | 1          | FACup+CdL       | 1+1             | 0               |                    | -                  | -                  |             | -           | -           | 27     | 1      |
| Totale Watford  | Totale Watford  | Totale Watford  | 27         | 1          |                 | 6               | 0               |                    | -                  | -                  |             | -           | -           | 33     | 1      |
| Totale carriera | Totale carriera | Totale carriera | 65         | 3          |                 | 13              | 0               |                    | -                  | -                  |             | -           | -           | 78     | 3      |

### Cronologia presenze e reti in nazionale
| Cronologia completa delle presenze e delle reti in nazionale ― Inghilterra under 21 | Cronologia completa delle presenze e delle reti in nazionale ― Inghilterra under 21 | Cronologia completa delle presenze e delle reti in nazionale ― Inghilterra under 21 | Cronologia completa delle presenze e delle reti in nazionale ― Inghilterra under 21 | Cronologia completa delle presenze e delle reti in nazionale ― Inghilterra under 21 | Cronologia completa delle presenze e delle reti in nazionale ― Inghilterra under 21 | Cronologia completa delle presenze e delle reti in nazionale ― Inghilterra under 21 | Cronologia completa delle presenze e delle reti in nazionale ― Inghilterra under 21 |
| Data                                                                                | Città                                                                               | In casa                                                                             | Risultato                                                                           | Ospiti                                                                              | Competizione                                                                        | Reti                                                                                | Note                                                                                |
| ----------------------------------------------------------------------------------- | ----------------------------------------------------------------------------------- | ----------------------------------------------------------------------------------- | ----------------------------------------------------------------------------------- | ----------------------------------------------------------------------------------- | ----------------------------------------------------------------------------------- | ----------------------------------------------------------------------------------- | ----------------------------------------------------------------------------------- |
| 11-10-2019                                                                          | Maribor                                                                             | Slovenia under 21                                                                   | 2 – 2                                                                               | Inghilterra under 21                                                                | Amichevole                                                                          | -                                                                                   | 46’                                                                                 |
| 13-11-2020                                                                          | Wolverhampton                                                                       | Inghilterra under 21                                                                | 3 – 1                                                                               | Andorra under 21                                                                    | Qual. Europeo Under-21 2021                                                         | 1                                                                                   |                                                                                     |
| 17-11-2020                                                                          | Wolverhampton                                                                       | Inghilterra under 21                                                                | 5 – 0                                                                               | Albania under 21                                                                    | Qual. Europeo Under-21 2021                                                         | -                                                                                   |                                                                                     |
| 31-3-2021                                                                           | Capodistria                                                                         | Croazia under 21                                                                    | 1 – 2                                                                               | Inghilterra under 21                                                                | Europeo Under-21 2021 - 1º turno                                                    | -                                                                                   |                                                                                     |
| Totale                                                                              |                                                                                     | Presenze                                                                            | 4                                                                                   |                                                                                     | Reti                                                                                | 1                                                                                   |                                                                                     |

| Cronologia completa delle presenze e delle reti in nazionale ― Inghilterra under 20 | Cronologia completa delle presenze e delle reti in nazionale ― Inghilterra under 20 | Cronologia completa delle presenze e delle reti in nazionale ― Inghilterra under 20 | Cronologia completa delle presenze e delle reti in nazionale ― Inghilterra under 20 | Cronologia completa delle presenze e delle reti in nazionale ― Inghilterra under 20 | Cronologia completa delle presenze e delle reti in nazionale ― Inghilterra under 20 | Cronologia completa delle presenze e delle reti in nazionale ― Inghilterra under 20 | Cronologia completa delle presenze e delle reti in nazionale ― Inghilterra under 20 |
| Data                                                                                | Città                                                                               | In casa                                                                             | Risultato                                                                           | Ospiti                                                                              | Competizione                                                                        | Reti                                                                                | Note                                                                                |
| ----------------------------------------------------------------------------------- | ----------------------------------------------------------------------------------- | ----------------------------------------------------------------------------------- | ----------------------------------------------------------------------------------- | ----------------------------------------------------------------------------------- | ----------------------------------------------------------------------------------- | ----------------------------------------------------------------------------------- | ----------------------------------------------------------------------------------- |
| 15-10-2018                                                                          | České Budějovice                                                                    | Rep. Ceca under 20                                                                  | 1 – 1                                                                               | Inghilterra under 20                                                                | Under-20 Elite League                                                               | -                                                                                   | 79’                                                                                 |
| 26-3-2019                                                                           | Penafiel                                                                            | Portogallo under 20                                                                 | 1 – 0                                                                               | Inghilterra under 20                                                                | Under-20 Elite League                                                               | -                                                                                   | 39’ 70’                                                                             |
| Totale                                                                              |                                                                                     | Presenze                                                                            | 2                                                                                   |                                                                                     | Reti                                                                                | 0                                                                                   |                                                                                     |

## Palmarès

### Individuale
- EFL Awards: 1

2018